# Simple Plan (álbum)
Simple Plan é o terceiro álbum de estúdio da banda canadense Simple Plan, lançado em fevereiro de 2008.
| Críticas profissionais                                                      | Críticas profissionais |
| Avaliações da crítica                                                       | Avaliações da crítica  |
| Fonte                                                                       | Avaliação              |
| --------------------------------------------------------------------------- | ---------------------- |
| allmusic                                                                    | [ 1 ]                  |
| Amazon.com                                                                  | [carece de fontes?]    |
| Billboard                                                                   | [ 2 ]                  |
| Blender                                                                     | [ 3 ]                  |
| Entertainment Weekly                                                        | (C-)                   |
| Rolling Stone                                                               | [ 5 ]                  |
| Esta tabela precisa de ser acompanhada por texto em prosa. Consulte o guia. |                        |

## Faixas
1. "When I'm Gone" - 3:47
2. "Take My Hand" - 3:51
3. "The End" - 3:22
4. "Your Love Is a Lie" - 3:41
5. "Save You" - 3:45
6. "Generation" - 3:02
7. "Time to Say Goodbye" - 2:56
8. "I Can Wait Forever" - 4:54
9. "Holding On" - 5:03
10. "No Love" - 3:14
11. "What If" - 5:44

## Vendas & Posições
| País                  | Certificação | Vendas   |
| --------------------- | ------------ | -------- |
| Canadá - Music Canada | Platina      | 100,000+ |
| Brasil - ABPD         | Platina      | 100,000+ |

| Top (2008)                         | Melhor posição |
| ---------------------------------- | -------------- |
| Austrália                          | 6              |
| Canadá                             | 2              |
| Estados Unidos - Billboard Hot 200 | 14             |
| Espanha                            | 13             |
| Suécia                             | 7              |
| Finlândia                          | 19             |
| Reino Unido                        | 31             |